# Ultra wideband
Pour les articles homonymes, voir bande.

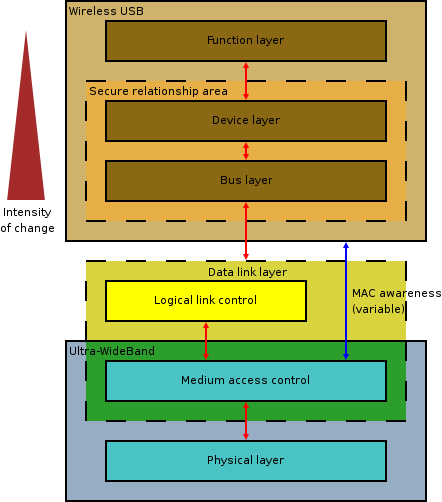
Schéma représentant la structure d'un système USB sans fil. Il inclut sa relation avec les couches Ultra-WideBand sous-jacentes et indique les différences d'implémentation entre les couches W-USB et USB filaire.

L’ultra wideband (UWB), ou  Ultra Large Bande en français (ULB) est une technique de modulation radio qui est basée sur la transmission d'impulsions de très courte durée, souvent inférieure à la nanoseconde, et sur un large spectre de fréquence. Ainsi, la bande passante peut atteindre de très grandes valeurs. On utilise principalement les méthodes de modulation suivantes : la modulation en position d'impulsions (PPM pour Pulse Position Modulation), la modulation OOK (« On Off Keying », ou « tout ou rien ») et la modulation bi-phase : modulation à deux états de phase, similaire à la BPSK mais en mode impulsif.
On considère généralement que l'UWB doit avoir un rapport largeur de bande sur fréquence centrale d'au moins 20 %, ou une largeur de bande de 250 MHz ou plus. Aux États-Unis, la FCC restreint l'usage de l'UWB à un rapport largeur de bande sur fréquence centrale de 20 % ou plus, ou à une largeur de bande de 500 MHz ou plus (au lieu de 250 MHz).
La technologie utilisant une bande très large, les émissions se font à faible ou très faible puissance. En Europe, la technologie UWB est soumise aux règles de l'ETSI (European Telecommunications Standards Institute) qui définit notamment les niveaux maximum de puissance d'émission (plus exactement la densité spectrale maximale d'émission) autorisés suivant la plage de fréquence.
Le gain de codage (en) de l'UWB est similaire à celui des techniques d'étalement de spectre. Cependant, l'UWB ne peut bénéficier d'un gain de codage que pendant la transmission. La réception de l'UWB est généralement basée sur une corrélation temporelle des impulsions ; les améliorations possibles du gain de codage en réception avec les systèmes à étalement de spectre ne sont généralement pas atteints en pratique.

## L'UWB pour les communications
L'UWB pourrait être utilisé en tant que technique de communication sans fil, qui fournirait des taux de transfert réseaux très élevés sur des distances relativement courtes et à faible puissance. Bien que la vitesse de communication décroisse rapidement en fonction de la distance, l'UWB pourrait être capable de remplacer les systèmes filaires actuels.
L'UWB peut potentiellement fonctionner à des vitesses aussi élevées que le Wi-Fi, ce qui en fait potentiellement une technologie concurrente des LAN basés sur les normes IEEE 802.11 (Wi-Fi) et des WLAN. Cependant, l'UWB a de fortes contraintes de synchronisation en raison du très faible rapport cyclique utilisé.

## L'UWB en géolocalisation
L'UWB est également utilisé pour le positionnement de mobiles ou de divers objets. Des balises UWB situées sur les mobiles/objets émettent des données, qui sont reçues par des récepteurs répartis dans l'environnement. Ces derniers évaluent la distance des balises par mesure du temps de propagation des signaux, ce qui permet au système de calculer la position des mobiles par trilatération. UWB est moins sensible aux trajets multiples qu'un mode de modulation « classique » car les émissions sont de très courtes durées (impulsion) : ceci permet de réduire les erreurs lors de la détermination des temps de propagation. L'UWB est une technologie très performante en termes de géolocalisation à haute précision dans une infrastructure intérieure. 
On peut également concevoir des systèmes de positionnement dans lesquels il n'y a que des mobiles, tous équipés d'un émetteur-récepteur UWB. Dans ce cas, les mobiles communiquent de proche en proche les informations de distance relevées, et parviennent à calculer leurs distances respectives également par trilatération.
L'UWB permet de travailler sur une large bande de fréquences sans utiliser plusieurs antennes. Ainsi, elle pourrait être utilisée notamment par les militaires pour détecter tout type d'antenne autour du récepteur UWB, quelle que soit sa fréquence.
En septembre 2019, l'iPhone 11 devient le premier smartphone intégrant une puce capable de localiser d'autres appareils par signaux UWB. Cette capacité est utilisée par la fonctionnalité AirDrop pour pouvoir détecter vers quel appareil l'utilisateur pointe physiquement son téléphone. Le produit d'Apple, AirTag, utilise cette technologie.
Des balises UWB sont utilisées par la tondeuse robot Ecovacs GOAT G1,.